# Zumbahua
Zumbahua es un pueblo asentado en los Andes ecuatorianos. Es conocido debido a su cercanía con la laguna Quilotoa, a solo 14 km (9 mi) al norte de Zumbahua. El clima varía entre los 8 y los 18°.

## Localización
Se localiza en el cantón de Pujilí de la provincia de Cotopaxi a una altitud 3508 m s. n. m.

## Turismo
Uno de los atractivos más destacados de Zumbahua es la laguna de Quilotoa,  laguna que tiene un tono turquesa, y en este lugar se pueden realizar actividades de aventura, como el kayak, trekking.
La Parroquia Zumbahua es uno de los destinos con mayor afluencia para practicar escalada en roca.  Otro atractivo es la feria de los sábados. En ese día se abre un mercado colorido donde los artesanos venden artesanías hechas a mano.

## Población
Su población es de 11895 habitantes, de los cuales 5455 son varones y 6440 son mujeres. El idioma predominante es el Quichua del grupo panzaleo.

## Vida urbana
El estilo de vivienda predominante es la tradicional choza, aunque ahora último esta apareciendo bloque de viviendas en construcción de cemento y metal. Cuenta con un mercado colorido todos los días sábados.